# كريستينا سكوت
كريستينا سكوت (بالإنجليزية: Christina Scott)‏ هي موظفة مدنية بريطانية، ولدت في 25 ديسمبر 1974.